# Una familia de Tokio
Una familia de Tokio (東京家族 Tōkyō kazoku?) es una película japonesa dirigida por Yōji Yamada y estrenada el 19 de enero de 2013. Es un remake de la película de 1953 Tōkyō monogatari. La película, además, cuenta con el mismo reparto que Maravillosa familia de Tokio, la primera de una trilogía comenzada en 2016 que gira en torno a los problemas de un matrimonio de edad avanzada. 

## Descripción general
Se anunció que la producción de una película inspirada en Tōkyō monogatari, (dirigida por Yasujiro Ozu y producida por Shochiku), pero se trata realmente de un remake, que comparte en general el entorno, la trama y las técnicas de dirección de la película original, pero está ambientada en la época actual. En lugar de Onomichi se escogió la ciudad de Osakikamijima (en Hiroshima) como uno de los escenarios.
En un inicio su lanzamiento estaba previsto para diciembre de 2011, pero se pospuso debido al gran terremoto que tuvo lugar en Japón ese mismo año. Al mismo tiempo, se revisaron partes del guion y se hicieron cambios en el reparto. También se agregaron a la historia referencias al terremoto.
La película se estrenó en 317 salas en todo Japón y recaudó 209.616.000 yenes. Reunió a 194.902 espectadores en los primeros dos días de su estreno el 29 y 20 de enero de 2013, convirtiéndose en la segunda película más taquillera según la encuesta de Kogyo Tsushin . La recaudación final de taquilla anunciada en enero de 2014 fue de 1.820 millones de yenes.

## Sinopsis
Shukichi y Tomiko Hirayama son un matrimonio de edad avanzada que viaja a Tokio para visitar a sus hijos. 

## Reparto
- Isao Hashizume como Shukichi Hirayama, un profesor retirado de 72 años
- Kazuko Yoshiyuki como Tomiko Hirayama, la esposa de Shukichi
- Masahiko Nishimura como Koichi Hirayama, el hijo mayor de Shukichi y Tomiko
- Yui Natsukawa como Fumiko Hirayama, la esposa de Koichi
- Tomoko Nakajima como Shigeko Kanai, la hija mayor de Shukichi y Tomiko
- Shōzō Hayashiya como Kurazo Kanai, el marido de Shigeko
- Satoshi Tsumabuki como Shoji Hirayama, el segundo hijo de Shukichi y Tomiko
- Yuu Aoi como Noriko Mamiya, la novia de Shoji
- Nenji Kobayashi como Sanpei Numata, un viejo amigo de Shukichi
- Jun Kazebuki como Kayo, la propietaria del izakaya que frecuenta Numata
- Narumi Kayashima como Kyoko Hattori, la viuda del mejor amigo de Shukichi, ya fallecido
- Ryuichiro Shibata como Minoru Hirayama, el hijo mayor de Koichi
- Ayumu Maruyama como Isamu Hirayama, el segundo hijo de Koichi
- Chika Arakawa como Yuki, una estudiante de secundaria que vive al lado de Shukichi

## Diferencias conTōkyō monogatari
- En la época en la que se grabó la película, la ciudad de Onomichi había mejorado su sistema de transporte y ya no era el lugar remoto y apartado que había sido en la época del filme original, por lo que la ubicación se cambió a la ciudad Osakikamijima, a donde era necesario tomar un ferry para llegar.
- El regalo que la pareja de ancianos protagonista recibe de sus hijos ha cambiado de un viaje a unas aguas termales en Atami a un hotel de lujo en Yokohama.
- Los personajes correspondientes al tercer hijo y la segunda hija de Tōkyō monogatari no aparecen. En cambio, el segundo hijo, que supuestamente murió en la guerra en la película original, está vivo.
- El segundo hijo, Shoji, y Kiko no están casados.